# Rudolf Kempe
Rudolf Kempe (ur. 14 czerwca 1910 w Niederpoyritz, zm. 12 maja 1976 w Zurychu) – niemiecki dyrygent.

## Życiorys
W latach 1924–1928 studiował w Orchesterschule der Staatskapelle w Dreźnie u Walthera Bachmanna (fortepian), Johanna Königa (obój) i Kurta Stieglera (kompozycja i dyrygentura). Był pierwszym oboistą opery w Dortmundzie (1928) i orkiestry Gewandhaus w Lipsku (1929–1936). Jako dyrygent debiutował w 1935 roku wykonaniem Der Wildschütz Alberta Lortzinga w lipskiej operze. Po wybuchu II wojny światowej powołany do wojska. Współpracował z teatrami operowymi w Chemnitz (1942–1948), Weimarze (1948–1949), Dreźnie (1949–1952) i Monachium (1952–1954). 
Występował w Operze Wiedeńskiej (1951–1952), Covent Garden Theatre w Londynie (1953), Metropolitan Opera w Nowym Jorku (1954) i Festspielhaus w Bayreuth (1960). W 1960 roku na prośbę Thomasa Beechama objął stanowisko drugiego dyrygenta Royal Philharmonic Orchestra, po śmierci Beechama w 1961 roku był do 1975 roku jej dyrektorem artystycznym i pierwszym dyrygentem. Od 1965 do 1972 roku dyrygował także orkiestrą Tonhalle w Zurychu, od 1967 roku orkiestrą filharmonii w Monachium, a od 1975 roku BBC Symphony Orchestra. Odznaczony Bawarskim Orderem Zasługi (1971).
Zasłynął przede wszystkim jako wykonawca utworów Beethovena, Brahmsa, Wagnera, Brucknera, Richarda Straussa, Dvořáka i Czajkowskiego. Jego interpretacje cechowały się impulsywnością, precyzją rytmiczną i wyrazistym frazowaniem.